# گوندای
گوندای (به ژاپنی: 郡代 ぐんだい)، عنوان شغلی است که در دوره شوگون‌سالاری و حوزه‌های مختلف از دوره موروماچی تا دوره ادو قرار دارد. همچنین به عنوان کوری بوگیو شناخته می‌شود. معنای دقیق آن بسته به دوران فرق می‌کند، اما به‌طور کلی شخصی است که از طرف ارباب زمین وظایفی مانند اخذ مالیات، امور قضایی، امور نظامی و غیره را انجام می‌دهد.
گوندای به یک افسر اداری محلی اشاره دارد که مسئول یک واحد گسترده مانند یک شهرستان، یعنی نماینده شهرستان (یا یک قاضی در مورد بوگیوی شهرستان) بود.